# Il Gardellino

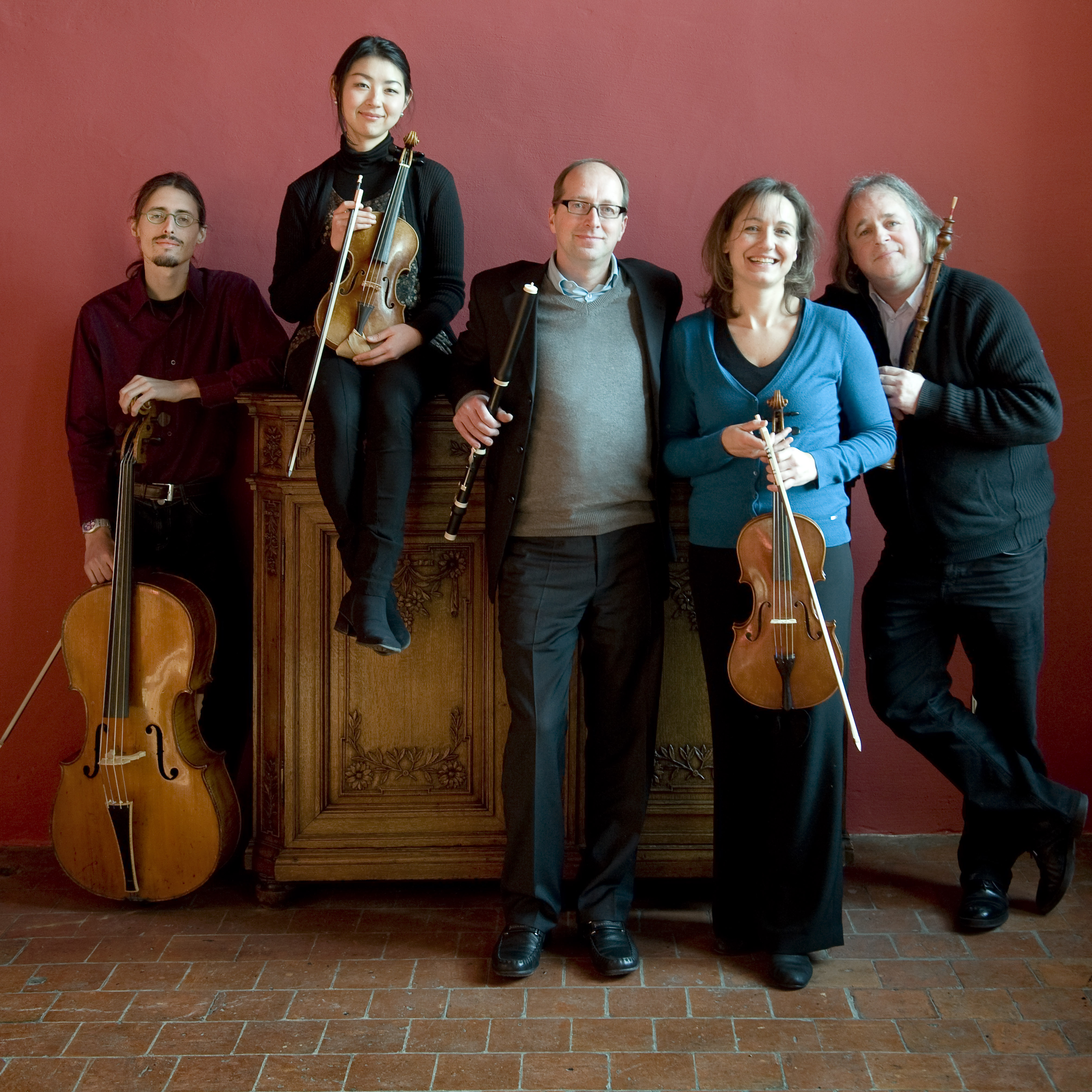
Il Gardellino (Damme, 2012)

il Gardellino is een Vlaams barokensemble dat in 1988 onder impuls van hoboïst Marcel Ponseele en fluitist Jan De Winne werd opgericht. Het ontleent zijn naam aan het concerto R90 voor fluit, hobo, viool, fagot en basso continuo van Antonio Vivaldi: del Gardellino, wat in het Nederlands de distelvink betekent.  Dit ensemble werkt af en toe samen met ensembles als de Cappella Amsterdam en het Gesualdo Consort.  
Het ensemble is al 25 jaar actief in het veld van de oude muziek en een toonaangevende medespeler op het gebied van de HIP (Historically Informed Performance). il Gardellino bestudeert de historische context van de muziek, interpreteert die om ze vervolgens in een eigentijds kader te herscheppen.
In hun repertoire van staat Johann Sebastian Bach centraal. Toch plaatsen ze deze grootmeester vaak in een ruimer perspectief. Bijvoorbeeld tegenover zijn zonen of bekende tijdsgenoten (Telemann, Händel, Vivaldi) en minder bekende(Graun, Fasch, Janitsch). Typisch voor het ensemble is de wil en voorkeur om een dialoog aan te gaan met historische ruimtes.

## Cd's van il Gardellino
- Bach Solo Cantantas - J.S. BACH (Passacaille 997)
- Berliner Quartette – J.G. JANITSCH (Accent 24262, 2013)
- Lamentationes – J.S. BACH & J.D. ZELENKA (Passacaille 977, 2012)
- Concertos for various instruments – J.F. FASCH (Accent 24252, 2011)
- De Profundis – J.S. BACH & C. GRAUPNER (Passacaille 969 – 2011)
- Desire – J.S. BACH  (Passacaille 956 – 2010)
- Chamber Music – C.F. ABEL & J.C. BACH (Accent 24221 – 2010)
- Concerti  –  F. BENDA & G.A. BENDA (Accent 24215 – 2009)
- Homage to Venice – T.G. ALBINONI, A. VIVALDI, G.B. PLATTI, G.B. PERGOLESI, G. TARTINI (Eufoda 1371 – 2008)
- Concerti from Dresden und Darmstadt – J.F. FASCH (Accent 24182 – 2008)
- Flute Quartets op.4 – E.EICHNER (Accent 24183 – 2007)
- Cantatas for Bass – G.P. TELEMANN (Accent 24167 – 2006)
- Oboe Concertos – J.S. BACH (Accent 24165 – 2006)
- Concerti d’Amore – G.P. TELEMANN, A. VIVALDI, J.C. GRAUPNER (Accent 24151 – 2006)
- Concerti – J.G. GRAUN, C.H. GRAUN (Accent 24166 – 2006)
- Concerti for Wind Instruments – G.P. TELEMANN (Klara MMp 045 – 2003)
- Baroque Oboe Concertos – A. MARCELLO, J.S. BACH, G.P. TELEMANN, G.F. HÄNDEL, A PIAZOLLA (Accent 22156 – 2002)
- Concerti por la Pietà – A. VIVALDI (Klara MMP 020 – 2001)
- Concert Live in the 18th Century Berlin – J.G. JANITSCH, C. SCHAFFRATH, J.G. GRAUN (Accent 20143 – 2000)